# 200 meter för damer i friidrott vid olympiska sommarspelen 2004
200 m damer vid Olympiska sommarspelen 2004 genomfördes vid Atens Olympiska Stadion mellan 23 och 25 augusti.

## Medaljörer
| Event     | Guld                      | Guld  | Silver            | Silver | Brons                            | Brons |
| 200 meter | Veronica Campbell Jamaica | 22,05 | Allyson Felix USA | 22,18  | Debbie Ferguson-McKenzie Bahamas | 22,30 |

## Resultat
Från de sju kvalheaten gick de fyra främsta i varje heat samt de fyra snabbaste tiderna därutöver vidare till kvartsfinal.
Från de fyra kvartsfinalerna gick de tre främsta i varje heat samt de fyra snabbaste tiderna därutöver vidare till semifinal.
Från de två semifinalerna gick de fyra främsta i vartdera heatet vidare till final.
Alla tider visas i sekunder.

- Q innebär avancemang utifrån placering i heatet.
- q innebär avancemang utifrån total placering.
- DNS innebär att personen inte startade.
- DNF innebär att personen inte fullföljde.
- DQ innebär diskvalificering.
- NR innebär nationellt rekord.
- OR innebär olympiskt rekord.
- WR innebär världsrekord.
- WJR innebär världsrekord för juniorer
- AR innebär världsdelsrekord (area record)
- PB innebär personligt rekord.
- SB innebär säsongsbästa.
- w innebär medvind > 2,0 m/s

### Omgång 1
| Placering | Heat | Idrottare                | Land                     | Tid   | Noteringar |
| --------- | ---- | ------------------------ | ------------------------ | ----- | ---------- |
| 1         | 4    | Allyson Felix            | USA                      | 22,39 | Q          |
| 2         | 3    | Cydonie Mothersill       | Caymanöarna              | 22,40 | Q, NR      |
| 3         | 4    | Abi Oyepitan             | Storbritannien           | 22,50 | Q, PB      |
| 4         | 5    | Muna Lee                 | USA                      | 22.57 | Q          |
| 4         | 7    | Debbie Ferguson          | Bahamas                  | 22.57 | Q, SB      |
| 6         | 1    | Veronica Campbell        | Jamaica                  | 22.59 | Q          |
| 7         | 7    | Christine Arron          | Frankrike                | 22.60 | Q, SB      |
| 8         | 7    | Merlene Ottey            | Slovenien                | 22.72 | Q, NR      |
| 9         | 6    | Aleen Bailey             | Jamaica                  | 22.73 | Q          |
| 10        | 4    | Maryna Majdanova         | Ukraina                  | 22.76 | Q, SB      |
| 10        | 6    | Kim Gevaert              | Belgien                  | 22.76 | Q          |
| 12        | 4    | Muriel Hurtis            | Frankrike                | 22.77 | Q, SB      |
| 13        | 4    | Karin Mayr-Krifka        | Österrike                | 22.81 | q, SB      |
| 14        | 7    | Lauren Hewitt            | Australien               | 22.87 | Q, SB      |
| 15        | 2    | Ivet Lalova              | Bulgarien                | 22.88 | Q          |
| 16        | 3    | Beverly McDonald         | Jamaica                  | 22.90 | Q          |
| 17        | 2    | Sylviane Félix           | Frankrike                | 22.94 | Q          |
| 18        | 7    | Digna Murillo            | Colombia                 | 22.98 | q, PB      |
| 19        | 3    | Jelena Bolsun            | Ryssland                 | 23.00 | Q          |
| 19        | 7    | Anna Pacholak            | Polen                    | 23.00 | q, SB      |
| 21        | 2    | Jekaterina Kondratieva   | Ryssland                 | 23.03 | Q          |
| 22        | 5    | Tatiana Ljovina          | Ryssland                 | 23.05 | Q          |
| 23        | 1    | Alenka Bikar             | Slovenien                | 23.09 | Q          |
| 24        | 1    | LaShauntea Moore         | USA                      | 23.10 | Q          |
| 25        | 6    | Olga Kaidantzi           | Grekland                 | 23.11 | Q          |
| 26        | 6    | Fabienne Feraez          | Benin                    | 23.12 | Q, NR      |
| 27        | 3    | Joice Maduaka            | Storbritannien           | 23.15 | Q          |
| 28        | 5    | LaVerne Jones            | Amerikanska Jungfruöarna | 23.20 | Q          |
| 29        | 5    | Marilia Gregoriou        | Cypern                   | 23.23 | Q          |
| 30        | 2    | Natallia Safronnikava    | Belarus                  | 23.28 | Q          |
| 31        | 4    | Mary Onyali-Omagbemi     | Nigeria                  | 23.37 | q          |
| 32        | 1    | Lucimar de Moura         | Brasilien                | 23.40 | Q          |
| 33        | 3    | Saraswati Saha           | Indien                   | 23.43 |            |
| 33        | 5    | Emma Wade                | Belize                   | 23.43 |            |
| 35        | 6    | Johanna Manninen         | Finland                  | 23.45 | SB         |
| 36        | 6    | Kadiatou Camara          | Mali                     | 23.56 |            |
| 37        | 1    | Heide Seyerling          | Sydafrika                | 23.66 |            |
| 38        | 1    | Monika Gatjevska         | Bulgarien                | 23.71 |            |
| 39        | 2    | Ljubov Perepelova        | Uzbekistan               | 24.10 |            |
| 40        | 2    | Gretta Taslakian         | Libanon                  | 24.30 | NR         |
| 41        | 5    | Michelle Banga Moudzoula | Kongo-Brazzaville        | 24.37 |            |
| 42        | 3    | Gcinile Moyane           | Swaziland                | 25.62 | NR         |
| 43        | 4    | Gladys Thompson          | Liberia                  | 27.51 |            |

### Omgång 2
| Placering | Heat | Idrottare              | Land                     | Tid   | Noteringar |
| --------- | ---- | ---------------------- | ------------------------ | ----- | ---------- |
| 1         | 1    | Veronica Campbell      | Jamaica                  | 22,49 | Q          |
| 2         | 1    | Debbie Ferguson        | Bahamas                  | 22,53 | Q, SB      |
| 3         | 1    | Kim Gevaert            | Belgien                  | 22,68 | Q          |
| 4         | 3    | Allyson Felix          | USA                      | 22.69 | Q          |
| 5         | 2    | Muna Lee               | USA                      | 22.74 | Q          |
| 6         | 4    | Cydonie Mothersill     | Caymanöarna              | 22.76 | Q          |
| 7         | 3    | Abi Oyepitan           | Storbritannien           | 22.79 | Q          |
| 8         | 4    | Ivet Lalova            | Bulgarien                | 22.81 | Q          |
| 9         | 3    | Maryna Majdanova       | Ukraina                  | 22.86 | Q          |
| 10        | 3    | Christine Arron        | Frankrike                | 22.90 | q          |
| 11        | 1    | LaShauntea Moore       | USA                      | 22.96 | q          |
| 12        | 2    | Aleen Bailey           | Jamaica                  | 22.97 | Q          |
| 13        | 4    | Beverly McDonald       | Jamaica                  | 22.99 | Q          |
| 14        | 4    | Merlene Ottey          | Slovenien                | 23.07 | q          |
| 15        | 1    | Sylviane Félix         | Frankrike                | 23.08 | q          |
| 16        | 1    | LaVerne Jones          | Amerikanska Jungfruöarna | 23.09 |            |
| 17        | 2    | Olga Kaidantzi         | Grekland                 | 23.15 | Q          |
| 18        | 1    | Karin Mayr-Krifka      | Österrike                | 23.19 |            |
| 18        | 2    | Digna Murillo          | Colombia                 | 23.19 |            |
| 20        | 2    | Tatiana Ljovina        | Ryssland                 | 23.23 |            |
| 21        | 3    | Fabienne Feraez        | Benin                    | 23.24 |            |
| 22        | 3    | Jelena Bolsun          | Ryssland                 | 23.26 |            |
| 23        | 4    | Joice Maduaka          | Storbritannien           | 23.30 |            |
| 24        | 2    | Muriel Hurtis          | Frankrike                | 23.33 |            |
| 25        | 4    | Anna Pacholak          | Polen                    | 23.35 |            |
| 26        | 4    | Jekaterina Kondratieva | Ryssland                 | 23.37 |            |
| 27        | 2    | Alenka Bikar           | Slovenien                | 23.38 |            |
| 28        | 1    | Lucimar de Moura       | Brasilien                | 23.44 |            |
| 28        | 4    | Lauren Hewitt          | Australien               | 23.44 |            |
| 30        | 2    | Natallia Safronnikava  | Belarus                  | 23,63 |            |
| 31        | 3    | Marilia Gregoriou      | Cypern                   | 23,65 |            |
| 32        | 3    | Mary Onyali-Omagbemi   | Nigeria                  | 23,75 |            |

### Semifinaler

#### Semifinal 1
| Placering | Idrottare        | Land           | Tid   | Noteringar |
| --------- | ---------------- | -------------- | ----- | ---------- |
| 1         | Allyson Felix    | USA            | 22,36 | Q          |
| 2         | Abi Oyepitan     | Storbritannien | 22,56 | Q          |
| 3         | Ivet Lalova      | Bulgarien      | 22,56 | Q, SB      |
| 4         | Muna Lee         | USA            | 22.69 | Q          |
| 5         | Maryna Majdanova | Ukraina        | 22.75 |            |
| 6         | Beverly McDonald | Jamaica        | 23.02 |            |
| 7         | Christine Arron  | Frankrike      | 23.05 |            |
| 99        | Merlene Ottey    | Slovenien      | DNF   |            |

#### Semifinal 2
| Placering | Idrottare          | Land        | Tid   | Noteringar |
| --------- | ------------------ | ----------- | ----- | ---------- |
| 1         | Veronica Campbell  | Jamaica     | 22,13 | Q, PB      |
| 2         | Aleen Bailey       | Jamaica     | 22,33 | Q, PB      |
| 3         | Kim Gevaert        | Belgien     | 22,48 | Q, NR      |
| 4         | Debbie Ferguson    | Bahamas     | 22.49 | Q, SB      |
| 5         | Cydonie Mothersill | Caymanöarna | 22.76 |            |
| 6         | LaShauntea Moore   | USA         | 22.93 |            |
| 7         | Sylviane Félix     | Frankrike   | 22.99 |            |
| 8         | Olga Kaidantzi     | Grekland    | 23.30 |            |

### Final
25 augusti klockan 23:20
| Placering | Idrottare         | Land           | Tid   | Noteringar |
| --------- | ----------------- | -------------- | ----- | ---------- |
| 1         | Veronica Campbell | Jamaica        | 22,05 | PB         |
| 2         | Allyson Felix     | USA            | 22,18 |            |
| 3         | Debbie Ferguson   | Bahamas        | 22,30 | SB         |
| 4         | Aleen Bailey      | Jamaica        | 22,42 |            |
| 5         | Ivet Lalova       | Bulgarien      | 22,57 |            |
| 6         | Kim Gevaert       | Belgien        | 22,84 |            |
| =7        | Muna Lee          | USA            | 22,87 |            |
| =7        | Abi Oyepitan      | Storbritannien | 22,87 |            |

## Rekord

### Världsrekord
- Florence Griffith-Joyner, USA – 21,34 - 29 september 1988 - Seoul, Sydkorea

### Olympiskt rekord
- Florence Griffith-Joyner, USA – 21,34 - 29 september 1988 - Seoul, Sydkorea

## Tidigare vinnare

### OS
- 1896 – 1936: Inga tävlingar
- 1948 i London: Fanny Blankers-Koen, Nederländerna – 24,4
- 1952 i Helsingfors: Marjorie Jackson, Australien – 23,7
- 1956 i Melbourne: Betty Cuthbert, Australien – 23,4
- 1960 i Rom: Wilma Rudolph, USA – 24,0
- 1964 i Tokyo: Edith McGuire, USA – 23,05
- 1968 i Mexico City: Irena Szewinska – Polen – 22,58
- 1972 i München: Renate Stecher, DDR – 22,40
- 1976 i Montréal: Bärbel Eckert, DDR – 22,37
- 1980 i Moskva: Bärbel Wöckel, DDR – 22,03
- 1984 i Los Angeles: Valerie Briscoe-Hooks, USA – 21,81
- 1988 i Seoul: Florence Griffith-Joyner, USA – 21,34
- 1992 i Barcelona: Gwen Torrence, USA – 21,81
- 1996 i Atlanta: Marie-José Perec, Frankrike – 22,12
- 2000 i Sydney: Marion Jones, USA -  21,84

### VM
- 1983 i Helsingfors: Marita Koch, DDR - 22,13
- 1987 i Rom: Silke Gladisch-Möller, DDR – 21,74
- 1991 i Tokyo: : Katrin Krabbe, Tyskland – 22,09
- 1993 i Stuttgart: : Merlene Ottey, Jamaica – 21,98
- 1995 i Göteborg: Merlene Ottey, Jamaica – 22,12
- 1997 i Aten: Zjanna Pintusevitj, Ukraina – 22,32
- 1999 i Sevilla: Inger Miller, USA – 21,77
- 2001 i Edmonton: Marion Jones, USA - 22,39
- 2003 i Paris: Anastasia Kapatjinskaja, Ryssland – 22,38